# Друјка
Друјка (рус. Друйка; блр. Друйка) река је у северозападном делу Републике Белорусије, у Витепској области. 
Друјка је отока језера Дривјати које припада Браславској групи језера. Тече преко подручја Браславске греде и након 52 km тока улива се у реку Западну Двину (део басена Ришког залива и Балтичког мора) код насеља Друја. Укупна површина сливног подручја ове реке је 1.050 km².
На свом току протиче кроз три мања језера Цно, Њеспиш и Њедрово. 
Код села Друјска на реци је изграђена мања брана са хидроелектраном која уједно регулише ниво воде како у реци тако и у целокупном систему Браславских језера. 
Највеће притоке су потоци Плискавица и Обабица. 